# Arthur Grimaud
Pour les articles homonymes, voir Grimaud.
Arthur Grimaud est un peintre français né le 14 septembre 1784 à Saint-Louis de l'île Bourbon et mort le 17 octobre 1869 à Saint-Paul, sur la même île, désormais appelée La Réunion.
Il est connu pour ses portraits de notables de l'île Bourbon ainsi que pour des natures mortes, notamment des fruits tropicaux.

## Biographie
Arthur Grimaud est le fils de François Grimaud (1740-1820), un capitaine des volontaires de Bourbon et chevalier de l'ordre royal et militaire de Saint-Louis, et de Gabrielle Madeleine de Vermonet (1747-1832).
Il est le père des peintres Antoine-Émile Grimaud (1821-1855) et Joséphine Grimaud (1826-1875).  
Arthur Grimaud a figuré à Paris à l'Exposition universelle de 1855 et à celle de 1867, et à l'Exposition universelle de 1862 à Londres, où il a obtenu plusieurs médailles d'or et mentions honorables.
Après sa mort, ses œuvres ont été exposées à l'Exposition coloniale de Paris en 1931. Certaines sont aujourd'hui conservées à Saint-Denis de La Réunion au musée Léon-Dierx.
Il est inhumé au cimetière marin de Saint-Paul.

## Œuvres
- Fontainebleau, château de Fontainebleau : Portrait de jeune femme, huile sur toile.
- Rodez, musée des Beaux-Arts Denys-Puech : Une famille à l'Ile Bourbon.
- Saint-Denis de La Réunion, musée Léon-Dierx[3] :
  - Portrait d'un colon de l'île Bourbon, 1848, huile sur toile ;
  - Portrait de Charlotte Azéma, 1811, huile sur toile, d'après un tableau original de Thérèse Garnier (1804) conservé dans le même musée[4];
  - Portrait d'une jeune femme, quatre huiles sur toile référencées sous ce titre ;
  - Arthur Mercher, tambour moyen des milices Saint-Paul, dessin ;
  - Portrait d'Eugène Dayot, huile sur carton ;
  - Étude de goyavier, vers 1840, huile sur toile[5] ;
  - estampes d'après Arthur Grimaud :
    - F. P. Étienne Azéma, lithographie de Louis Antoine Roussin ;
    - Louis Stanislas-Xavier Gimart, lithographie de Louis Antoine Roussin ;
    - Fruits de l'île Bourbon, 1848, lithographie de d'Étienne Adolphe d'Hastrel de Rivedoux ;

  - attributions :
    - Portrait de  Napoléon Ier, huile sur toile ;
    - Portrait d'Étienne Azéma, huile sur toile.